# Lukashivka
Lukashivka  (ucraniano: Лукашівка) es una localidad del Raión de Berezivka en el Óblast de Odesa de Ucrania. Según el censo de 2001, tiene una población de 7 habitantes.